# Meet John Doughboy
Meet John Doughboy est un cartoon, réalisé par Bob Clampett et sorti en 1941, qui met en scène Porky Pig.